# Rhithrogena jejuna
Rhithrogena jejuna är en dagsländeart som beskrevs av Eaton 1885. Rhithrogena jejuna ingår i släktet Rhithrogena och familjen forsdagsländor. Inga underarter finns listade i Catalogue of Life.